# Brunelle
Prunella
Pour les articles homonymes, voir Brunelle (homonymie).
Pour les articles ayant des titres homophones, voir Brunel et Brunelles.
Genre
Classification phylogénétique
Les Brunelles sont des plantes à fleurs de la famille des Lamiacées appartenant au genre Prunella. Ce sont des plantes herbacées vivaces présentes en Europe et en Asie.

## Description
Ce sont des plantes basses, présentant des inflorescences en tête denses, avec des fleurs en verticilles et des bractées très différentes des feuilles. Les fleurs présentent une corolle à 2 lèvres, la supérieure en capuchon et l'inférieure à la bordure dentée.

## Liste des espèces
Il existe de 7 à 15 espèces de brunelles, selon les auteurs. Elles sont présentes surtout en Europe, en Asie et autour du bassin méditerranéen. En France, on peut en rencontrer 5 espèces qui s'hybrident entre elles.
- Prunella albanica Pénzes
- Prunella asiatica Nakai
- Prunella grandiflora (L.) Scholler - Brunelle à grandes fleurs
- Prunella hastifolia - Brunelle à feuilles hastées
- Prunella hispida Bentham
- Prunella hyssopifolia L. - Brunelle à feuilles d'hysope
- Prunella japonica Makino
- Prunella laciniata (L.) L. - Brunelle laciniée
- Prunella orientalis Bornm.
- Prunella vulgaris L. - Brunelle commune (distribution cosmopolite)